# Подрыв Крымского моста (2022)
Крымский мост был подорван 8 октября 2022 года с помощью грузовика, начинённого взрывчаткой. Взрывом было обрушено около 250 метров шоссейного полотна, сгорело семь цистерн грузового поезда. Погибли 5 человек. Движение по мосту было полностью остановлено, что стало первым таким случаем со дня его запуска.
Вечером того же дня и автомобильное, и железнодорожное сообщение удалось частично возобновить. Ремонт моста начался сразу после происшествия. Весной 2023 года было возобновлено движение легковых автомобилей и поездов; согласно заявлениям местных властей, проезд грузовых автомобилей запрещён в связи с «провокациями и воздействием».
Ответственность за взрыв взяла на себя украинская сторона.
По оценкам нескольких источников, инцидент повлиял лично на президента РФ Владимира Путина, так как взрыв прогремел спустя несколько часов после его 70-летия, а сам Путин был непосредственно вовлечён в строительство. Повреждение моста произошло менее чем через месяц после диверсии на газопроводах «Северный поток 1—2».

## Предыстория
После аннексии Крыма у России появилась стратегическая задача — создать способ быстрого сообщения между полуостровом и Краснодарским краем (ранее единственным способом подобного сообщения была паромная переправа). Было принято решение о сооружении моста. Российские власти называли создание моста «исторической миссией», одной из ключевых задач для «окончательного объединения Крыма с Россией».
Строительство было начато в феврале 2016 года. В мае 2018 года по мосту открыли автомобильное движение, а в декабре 2019 года пустили поезда.
С запуска автомобильного и железнодорожного движения мост активно использовался российскими вооружёнными силами, в том числе в ходе подготовки и участия российских войск во вторжении на Украину в 2022 году. Мост выступает важной логистической цепочкой для снабжения южной группировки российской армии из-за особой роли железнодорожного сообщения в российских вооружённых силах. Большие объёмы грузов шли на Джанкой, откуда они распределялись для снабжения российских войск в южных регионах Украины. BBC отметило, что пропускная способность настолько большая, что России не требуется непрерывный поток. По мосту перебрасывалась военная техника, боеприпасы, топливо, а также личный состав российской армии, по оценкам экспертов, две трети военной логистики для российской группировки на оккупированном юге Украины было организовано через Крымский мост.
Для защиты моста Россия организовала круглосуточное дежурство российских военных и сотрудников спецслужб, а также разместила на нём специальные инженерные заграждения, множество камер видеонаблюдения, радиотехнические средства, гидроакустические системы и средства ПВО.
Украинские политики и военные неоднократно декларировали намерение уничтожить Крымский мост, подчёркивая, что они рассматривают его в качестве законной военной цели. Так, в августе советник офиса президента Михаил Подоляк в интервью The Guardian сказал: «Это незаконное сооружение и главный способ снабжения российской армии в Крыму. Такие объекты должны быть уничтожены». Генерал-майор ВСУ Дмитрий Марченко заявлял, что мост станет «целью номер один», как только у Украины появится оружие для его атаки.

## Происшествие
8 октября 2022 года на автомобильной части Крымского моста со стороны Таманского полуострова между единственной аркой и островом Тузла произошёл взрыв. Согласно официальному сообщению Федеральной службы безопасности Российской Федерации, подрыв осуществлён в 6:03 по местному времени.
В течение нескольких секунд были обрушены три пролёта шоссейной части моста, а на железнодорожном мосту в следовавшем по нему составе загорелись семь топливных вагонов-цистерн. Протяжённость повреждений автомобильного полотна составила более 250 метров.
Препятствий для судоходства по Керченскому проливу не возникло.
Погибли 5 человек: водитель грузовика, а также водитель и три пассажира легковой машины, ехавшей рядом.

## Обстоятельства
Подрыв моста был организован при помощи грузового автомобиля со взрывчаткой, в результате чего произошло возгорание семи топливных цистерн и обвал нескольких пролётов автомобильной дороги. Глава Службы безопасности Украины Василий Малюк в интервью украинскому изданию «NV» от 19 августа 2023 года заявил, что операция была организована СБУ, а грузовик был загружен 21 тонной взрывчатки в тротиловом эквиваленте.
Интернет-издание «Агентство» отметило, что данная версия не объясняет того, как фура с таким количеством взрывчатки могла преодолеть досмотровые комплексы. Би-би-си обратило внимание на то, что охраной автомобильного моста занимается государственное предприятие «Управление ведомственной охраны минтранса России». Это же предприятие занималось охраной аэродрома в Таганроге, где ремонтировался Ил-80 — самолёт, являющийся командным пунктом Вооружённых сил РФ на случай ядерной войны, чьи характеристики являются государственной тайной. Несмотря на государственную важность, в 2020 году безработному жителю Таганрога и его сообщнику удалось похитить с самолёта оборудование на сумму более 2,5 млн рублей. По словам главы СБУ Василия Малюка, взрывчатку удалось скрыть от сканеров благодаря специально подобранной толщине плёнки, которой обмотали ёмкости со взрывчаткой.
«Агентство» сообщило, что камера, находящаяся под железнодорожным мостом, засняла появление в момент взрыва из-под моста объекта, похожего на плавсредство. Руслан Левиев из CIT считает, что это были волны, а версию с подрывом грузовика украинской стороной — наиболее вероятной.

## Последствия

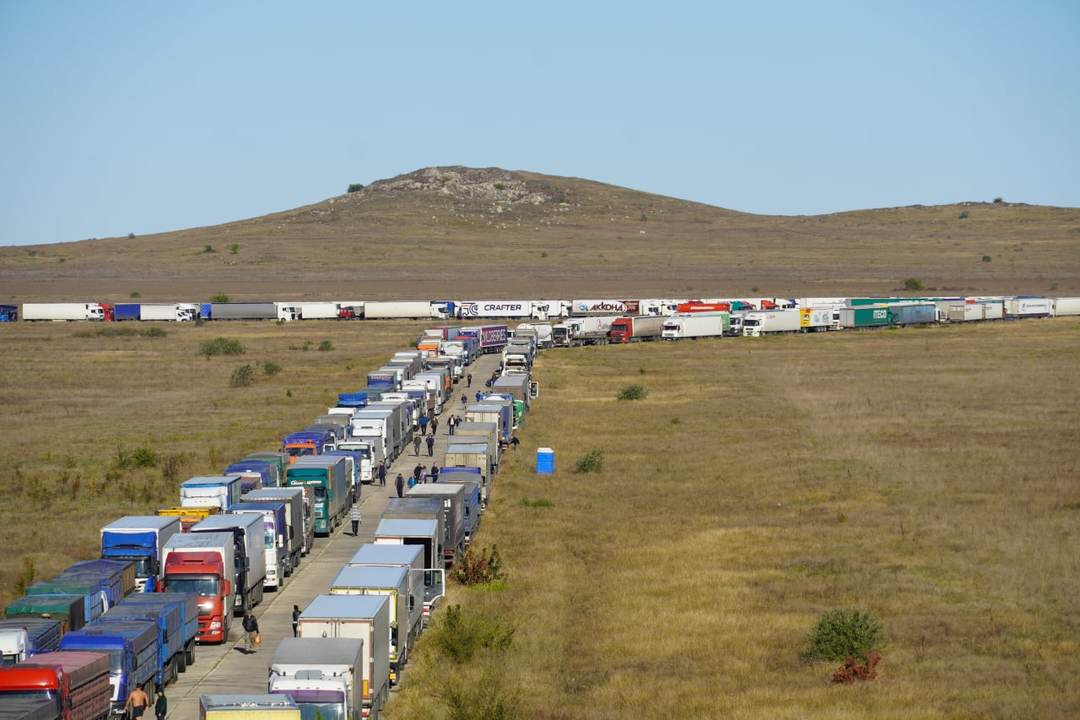
Очередь фур у паромной переправы

Губернатор Севастополя Михаил Развожаев утром сообщил об ограничениях на продажу продуктов и топлива (3 кг бакалеи в одни руки и запрет заливать топливо в канистры), но через 2 часа сам же эти ограничения отменил. На заправках возникли очереди. Глава региона добавил, что запасов топлива в Севастополе хватит на 40 суток.
К вечеру 8 октября было разрешено движение легковых автомобилей по одной полосе в реверсном режиме, а также — возобновлено железнодорожное сообщение. Однако военное снабжение российских войск, участвующих во вторжении на Украину, будет сильно затруднено.
9 октября New York Times сообщил, что российские власти частично восстановили автомобильное и железнодорожное движение по мосту через Керченский пролив. По заявлению главы Крыма Сергея Аксёнова, мостом смогут воспользоваться легковые автомобили, а грузовики, автобусы и все большегрузные транспортные средства должны будут пересекать пролив с помощью бесплатной паромной переправы. Сообщалось, что на момент публикации мост пересекли восемнадцать поездов, перевозивших в общей сложности около 6000 пассажиров.

## Ремонт
Ремонтные работы были начаты в день происшествия. Правительство РФ намечало их завершение к 1 июля 2023 года.
5 декабря 2022 года было открыто двустороннее движение автомобилей по восстановленной части Крымского моста. В эксплуатацию вернули одну из двух повреждённых взрывом полос правой части автодороги, после чего мост посетил глава государства Владимир Путин — проехал за рулём автомобиля в сопровождении вице-премьера Марата Хуснуллина, обсудив с ним дальнейший ремонт объекта.
В мае 2023 года было полностью восстановлено железнодорожное движение по мосту. Согласно заявлениям местных властей, движение грузовых автомобилей не осуществляется из-за «провокаций и воздействий на Крымский мост».

## Реакция

### Россия
9 октября президент РФ Владимир Путин обвинил во взрыве украинские спецслужбы, назвав произошедшее актом терроризма и обвинив в нём Украину.
10 октября 2022 года Владимир Путин заявил, что приказал нанести массированные дальние удары после того, как в субботу обвинил Украину в нападении на мост через Керченский пролив. Сообщалось, что российские ракеты поразили цели на территории Украины, в результате чего без электричества остался 301 населенный пункт в Киевской, Львовской, Сумской, Тернопольской и Хмельницкой областях. Заявление Путина о том, что атака является ответом на подрыв Крымского моста, не соответствует процессу подготовки атаки, начавшегося примерно за неделю до взрыва на мосту.

### Украина

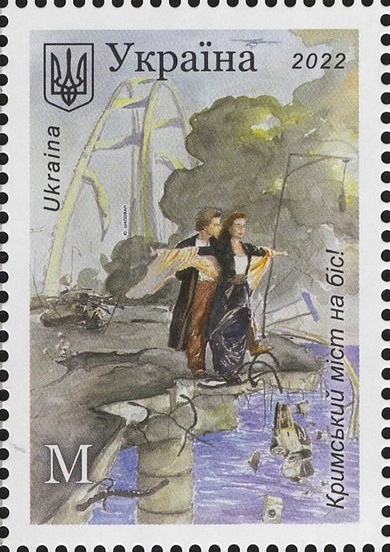
Украинская почтовая марка, посвящённая взрыву Крымского моста

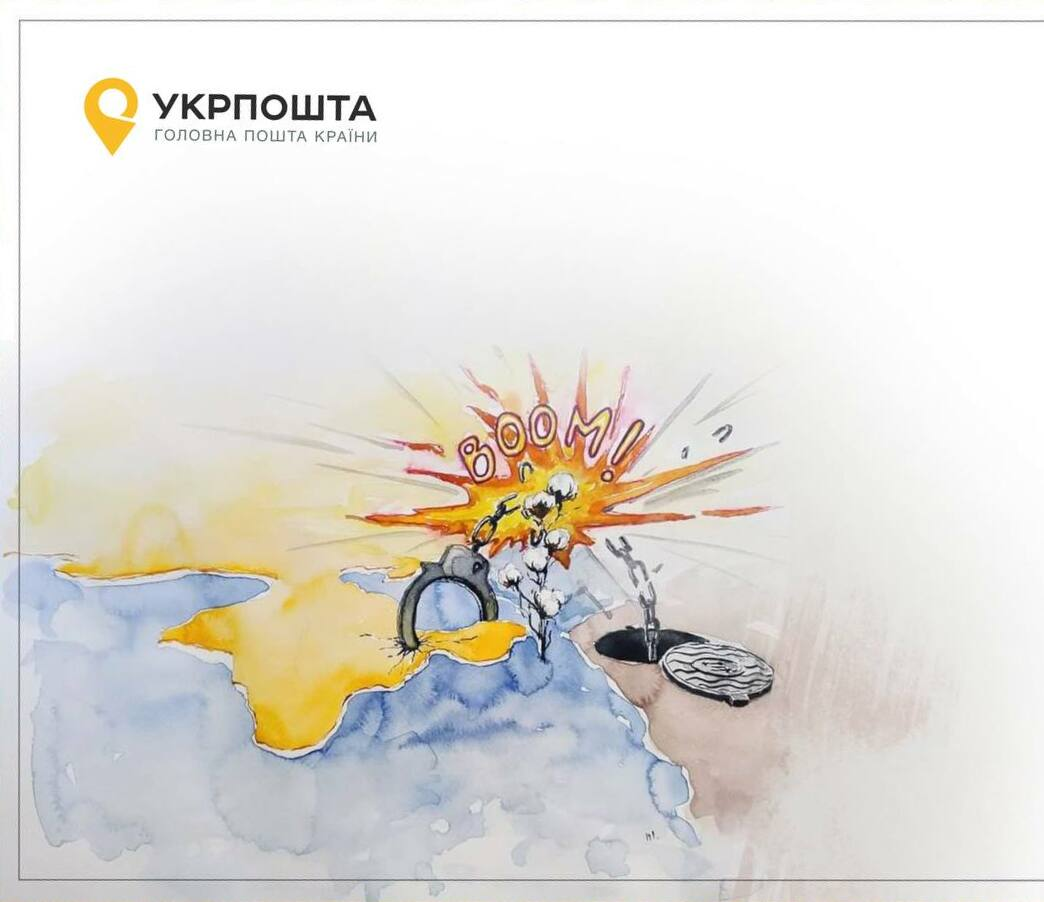
Рисунок на конверте, посвящённый взрыву (Укрпочта)

Советник Офиса президента Украины Михаил Подоляк обвинил российские спецслужбы в организации взрыва.
Служба безопасности Украины отказалась комментировать предположения различных источников о своей причастности к подрыву моста. 9 июля 2023 года заместитель министра обороны Украины Анна Маляр в своём Телеграм-канале, перечисляя достижения Украины в ходе российского вторжения, назвала взрыв «первым ударом по Крымском мосту, чтобы сломать россиянам логистику».
В июле 2023 года глава Службы безопасности Украины Василий Малюк заявил, что разрушение Крымского моста — «одна из реализаций СБУ», а в августе раскрыл подробности взрыва.

### Международное сообщество
Министр иностранных дел Эстонии Урмас Рейнсалу приветствовал взрыв на Крымском мосту, предположив, что за этим может стоять украинский спецназ.
Польский политический деятель, депутат Европарламента Роберт Бедронь также приветствовал подрыв моста, отметив, что он произошёл на следующий день после дня рождения Путина.

## Оценки
Военный эксперт Мик Райан в интервью Би-би-си сказал, что атака на мост является демонстрацией того, что Россия не способна контролировать ни один из ранее аннексированных регионов Украины. Кроме того, по мнению эксперта, в результате возросла важность удержания российскими войсками Мелитополя, так как через город проходит наземное сообщение из Ростова-на-Дону через оккупированную в ходе вторжения южную часть Украины. Это может привести к передислокации российских войск и обнаружению их слабостей.
Израильский военный эксперт Давид Гендельман отметил, что атака имеет большой пропагандистский эффект, а вследствие символической важности моста российская сторона болезненно восприняла его повреждение, что может привести к усилению атак на украинскую инфраструктуру.
Сотрудник Центра российских исследований Восточно-Китайского педагогического университета Цуй Хэн указал на то, что из-за важности моста ситуация станет проверкой российской политики «красных линий», если версия о диверсии подтвердится. Хэн охарактеризовал вероятную диверсию на мосту и произошедшую незадолго до того диверсию на российских газопроводах как «окрашенные в террористические тона», и, по мнению эксперта, данные события являются признаками эскалации конфликта вследствие отказа сторон соблюдать правила и военную этику.
Британская разведка считает, что событие может сильно задеть Владимира Путина, так как он лично спонсировал строительство моста, а подрядчиком по строительству был его друг детства Аркадий Ротенберг.
По мнению исследователя борьбы с экстремизмом Джека Бакби, удар по Крымскому мосту может серьёзно повлиять на способность России снабжать свои войска в Донбассе и в оккупированном Крыму. Отмечается, что такие потери могли стать катастрофой для Путина, авторитарного лидера, который на данном этапе войны буквально борется за свою жизнь и своё политическое наследие.

## Расследование
Непосредственно после взрыва никто не взял на себя ответственность за произошедшее, при этом украинские и американские СМИ, ссылаясь на собственные источники, заявили, что это была операция украинских спецслужб. Некоторые СМИ называли ответственной Службу безопасности Украины.
12 октября 2022 года ФСБ России сообщила, что задержала пятерых россиян и трёх граждан Украины и Армении в связи со взрывом. По сообщению ведомства, взрыв был организован украинской военной разведкой и её директором Кириллом Будановым. По данным ФСБ, взрывное устройство было перевезено из Украины в Россию через Болгарию, Грузию и Армению.
14 октября в Симферополе суд отправил в СИЗО пятерых фигурантов уголовного дела. К тому времени следствие располагало данными о том, что к взрыву могут быть причастны как минимум 12 человек. 15 октября в Москве суд отправил в СИЗО троих россиян. Им предъявлено обвинение в совершении террористического акта. Один из них сам обратился в ФСБ, чтобы помочь следствию.
Предполагается, что водителя грузовика использовали «вслепую» — он не знал о готовившемся взрыве. Согласно заявлению главы СБУ Василия Малюка, 22 человека, задержанные российскими правоохранительными органами по обвинениям в соучастии в организации подрыва, не были осведомлены о подготовке взрыва.
21 апреля 2023 года Лефортовский районный суд Москвы выдал ордер на арест Кирилла Буданова в связи. Сам Буданов, комментируя решение суда о его заочном аресте, заявил: «Мне приятно. Это хороший показатель нашей работы, обязуюсь работать ещё лучше».